# Wnory-Wandy
Wnory-Wandy – wieś w Polsce położona w województwie podlaskim, w powiecie wysokomazowieckim, w gminie Kobylin-Borzymy.
Zaścianek szlachecki Wandy należący do okolicy zaściankowej Wnory położony był w drugiej połowie XVII wieku w powiecie tykocińskim ziemi bielskiej województwa podlaskiego. W latach 1975–1998 miejscowość administracyjnie należała do województwa łomżyńskiego. Przez miejscowość przepływa rzeka Rokietnica.
Wierni kościoła rzymskokatolickiego należą do parafii Matki Boskiej Szkaplerznej w Starych Wnorach.

## Historia miejscowości
Wieś założona w XV lub XVI w. przez potomków Wnora, przybysza ze wsi Kłoski w łęczyckiem i założyciela Wnorów Starych. Zamieszkiwana przez drobną szlachtę herbu Rola.
Słownik geograficzny Królestwa Polskiego i innych krajów słowiańskich podaje, że w roku 1827 we Wnorach-Wandach, należących do gminy Piszczaty i parafii Kulesze w 21 domach żyło 130 mieszkańców. 
W roku 1921 było tu 38 budynków z przeznaczeniem mieszkalnym oraz 207 mieszkańców (104 mężczyzn i 103 kobiety). Narodowość polską podało 201 osób, a 6 żydowską.

### Pacyfikacja wsi
21 lipca 1943 roku wieś została spacyfikowana przez niemiecką żandarmerię z okolicznych posterunków, wspartą przez esesmanów ze specjalnej jednostki Kommando „Müller”. Większość mieszkańców mając w pamięci przeprowadzoną tydzień wcześniej pacyfikację sąsiednich Sikor-Tomkowiąt, podjęła środki ostrożności i zdołała uniknąć schwytania. Niemcy zamordowali jednak co najmniej 27 osób, w tym 19 kobiet i dzieci. Wieś po uprzednim ograbieniu doszczętnie spalono. Zbrodni dokonano w odwecie za zabicie przez polskich partyzantów komisarza rolnego z Kulesz Kościelnych.

## Obiekty zabytkowe
- przydrożny krzyż żeliwny z datą 1889.[14]
- cmentarz wojenny z okresu II wojny światowej[15].

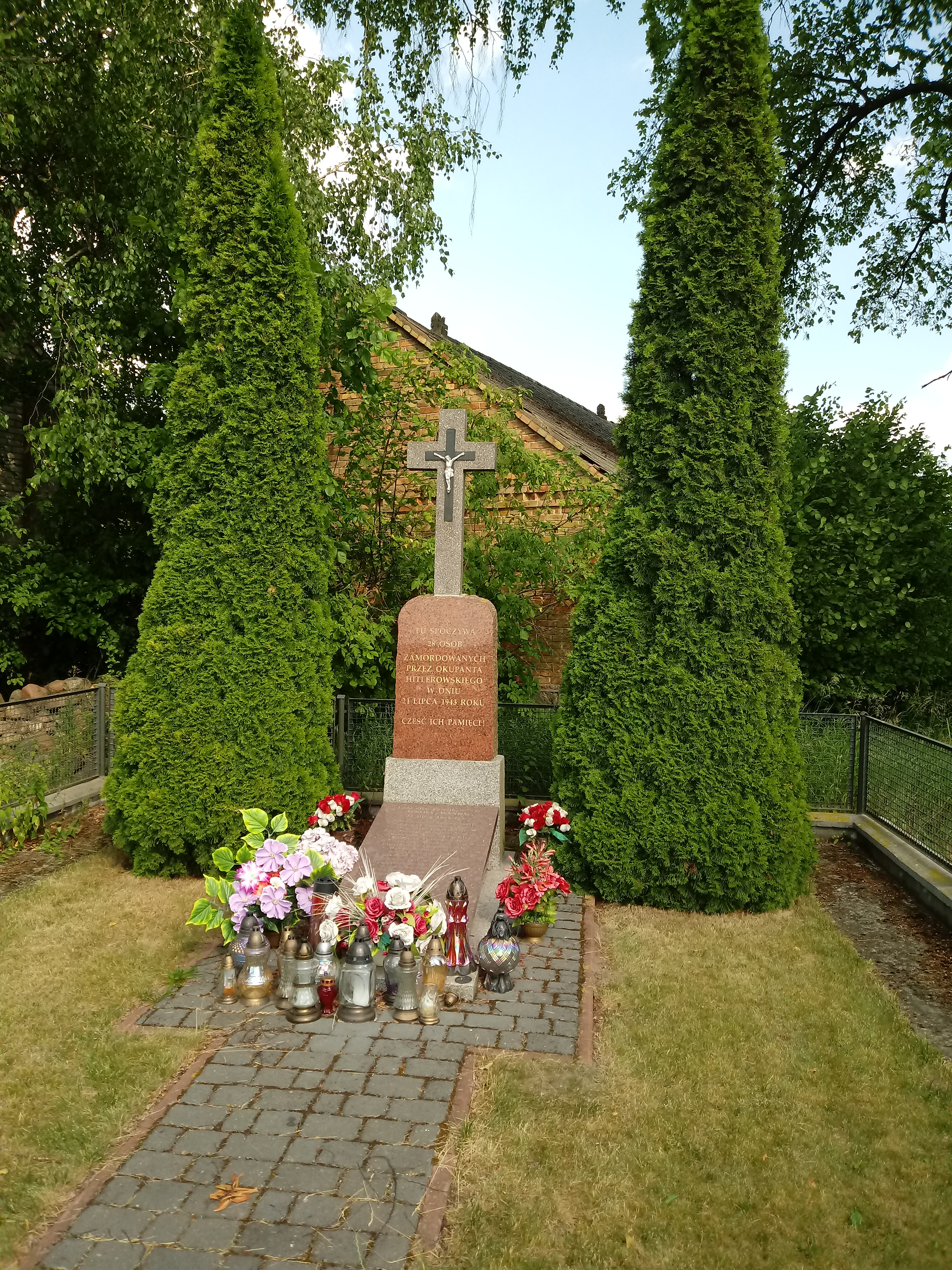
Krzyż, miejsce pamięci o ofiarach pacyfikacji z 1943 r.

## Transport
Wieś położona jest przy drodze powiatowej 2052B (DK 66) Wysokie Mazowieckie - Kropiewnica skrz.(DW 671). Komunikacja autobusowa realizowana przez PKS Nova (Oddział Zambrów) w bezpośrednich relacjach do miejscowości: Białystok, Kobylin-Borzymy, Sikory-Pawłowięta, Wysokie Mazowieckie.